# 布里涅
布里涅（法語：Brignais，法語發音：[bʁiɲɛ]），法国东南部城市，奥弗涅-罗讷-阿尔卑斯大区罗讷省的一个市镇，隶属于里昂区，其市镇面积为10.36平方公里，2022年1月1日时人口数量为12,330人，在法国城市中排名第838位。
布里涅位于罗讷省南部，加龙河谷内，历史上因同名战役而闻名，现代为一个区域性的中心市镇，多条公路在此交汇，同时也是里昂的一个卫星城，通过区域列车连接里昂市区。

## 地名来源
“Brignais”一名的来源尚无从考证，其词根“brig”可能来源于高卢语，意为“高地”。

## 历史

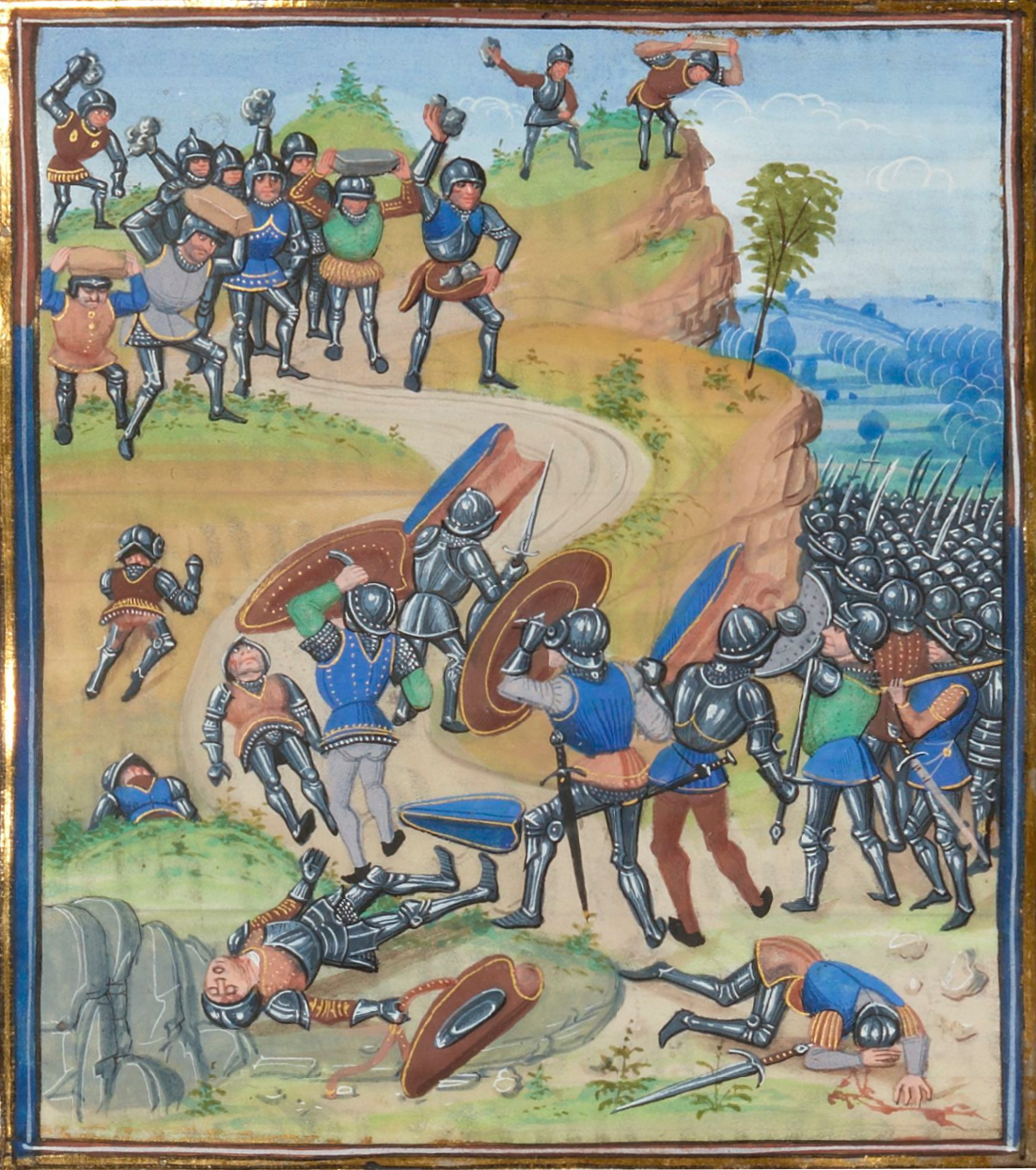
布里涅战役

布里涅的早期建城史尚不清楚，中世纪时，布里涅长期为雅雷公爵的一块领地。英法百年战争初期，因不满军队薪资待遇，来自法国各地的皇室雇佣兵组织成立晚行队，于1362年4月与代表王室的马尔什伯爵雅各一世及其骑兵队在此发生布里涅战役，最终取得胜利，这使得法兰西王室更加衰落。18世纪初，一条连接里昂和圣艾蒂安之间的道路由此通过。法国大革命结束后，布里涅成为罗讷-卢瓦尔省的一个市镇，后者于1793年一分为二，布里涅被划至罗讷省管理。工业革命期间，途径布里涅的帕赖勒莫尼亚勒－日沃尔铁路建成运行，后因设施老化及私人汽车的兴起而于1937年关闭。第二次世界大战期间，布里涅出现了多个抵抗运动组织，当地政府于战后修建了纪念碑，并每年举办纪念活动。20世纪中后期，得益于里昂的城市扩张，布里涅的人口数量逐年增加，成为里昂的一个卫星城。随着出行需求的上升，该铁路布里涅以北的路段于1991年重新开放，并自2012年底起开行前往里昂市区的Tram-Train列车。
在行政区划方面，布里涅曾于2015年1月1日至2017年2月1日间被划至索恩河畔自由城区。

## 地理

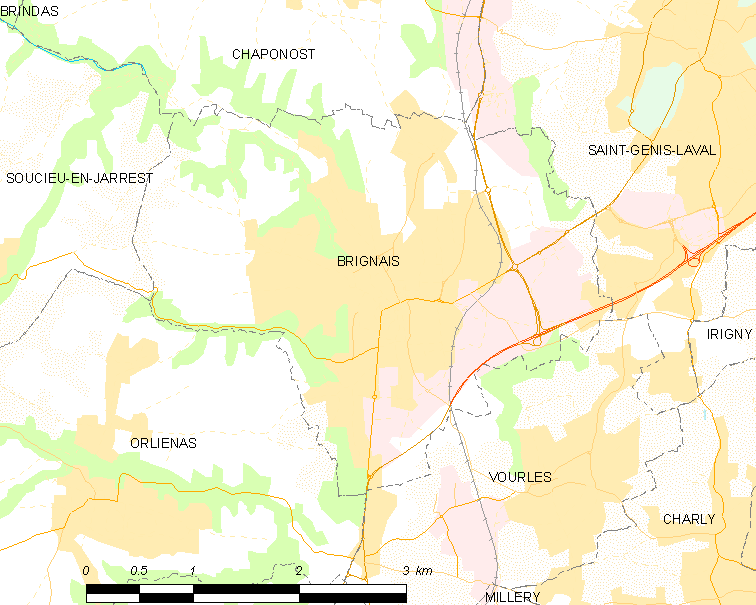
布里涅市镇范围地图

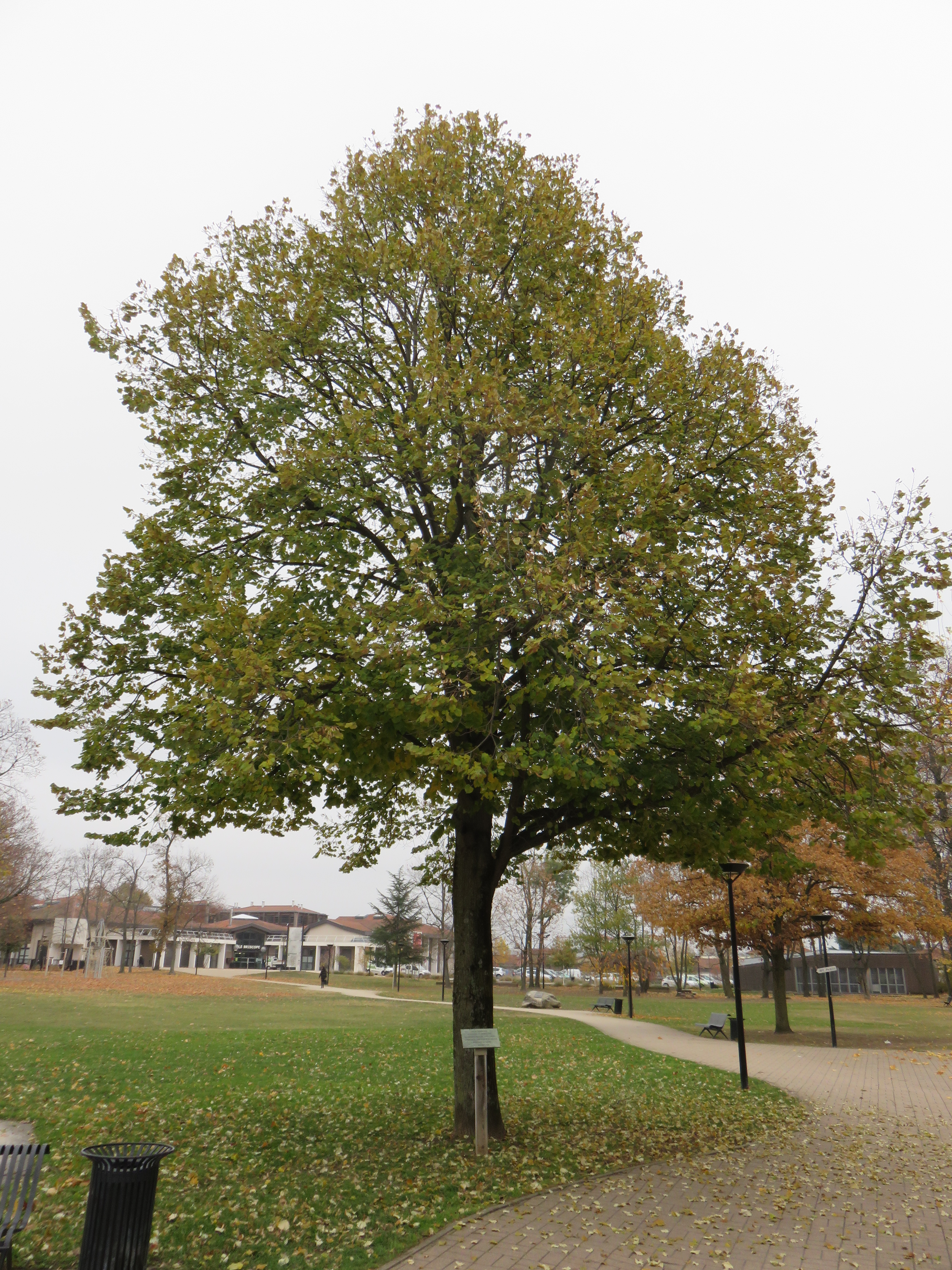
市政府后方的绿地

布里涅位于法国东南部，奥弗涅-罗讷-阿尔卑斯大区中部和罗讷省南部，距离省会里昂大约16公里。与布里涅接壤的市镇包括：沙波诺、雅雷地区苏雪、圣热尼拉瓦勒、武尔勒、奥尔列纳。

### 地形
布里涅位于里昂山脉的一处河谷之中，是法国中央高原的组成部分，境内以丘陵为主，市镇中心地势较为平坦，全境海拔在203到331米之间。

### 地质
布里涅所处的里昂山脉地质结构复杂，并有多条断裂带分布，当地建有地震预警系统。布里涅所处的山脉中南段地区多玄武岩，其表面经多年搬运侵蚀形成粘性土壤。

### 水文
布里涅属于罗讷河流域，其右岸支流加龙河自北向南流经布里涅市区东部，该河水量较小，部分河段被人工建筑物覆盖。因其河道狭窄，排水不畅，当地建有洪涝灾害预警系统。

### 植被
布里涅属于温带阔叶混交林区，林地主要分布于市区西侧的坡地地区。
在鲜花城市的评比中，布里涅被评为3星级鲜花城市。

### 气候
布里涅在柯本气候分类法中属于带有地中海气候特征的温带海洋性气候。
距离布里涅最近的常年气象站位于圣热尼拉瓦勒境内，以下为该气象站的数据（其中日照数据取自布龙气象站）：
| 圣热尼拉瓦勒1981年－2019年 | 圣热尼拉瓦勒1981年－2019年 | 圣热尼拉瓦勒1981年－2019年 | 圣热尼拉瓦勒1981年－2019年 | 圣热尼拉瓦勒1981年－2019年 | 圣热尼拉瓦勒1981年－2019年 | 圣热尼拉瓦勒1981年－2019年 | 圣热尼拉瓦勒1981年－2019年 | 圣热尼拉瓦勒1981年－2019年 | 圣热尼拉瓦勒1981年－2019年 | 圣热尼拉瓦勒1981年－2019年 | 圣热尼拉瓦勒1981年－2019年 | 圣热尼拉瓦勒1981年－2019年 | 圣热尼拉瓦勒1981年－2019年 |
| 月份                       | 1月                        | 2月                        | 3月                        | 4月                        | 5月                        | 6月                        | 7月                        | 8月                        | 9月                        | 10月                       | 11月                       | 12月                       | 全年                       |
| -------------------------- | -------------------------- | -------------------------- | -------------------------- | -------------------------- | -------------------------- | -------------------------- | -------------------------- | -------------------------- | -------------------------- | -------------------------- | -------------------------- | -------------------------- | -------------------------- |
| 历史最高温 °C（°F）        | 17.5 (63.5)                | 20 (68)                    | 25 (77)                    | 28.2 (82.8)                | 33.3 (91.9)                | 38.3 (100.9)               | 39.4 (102.9)               | 40.5 (104.9)               | 34.6 (94.3)                | 28 (82)                    | 21.6 (70.9)                | 17.8 (64.0)                | 40.5 (104.9)               |
| 平均高温 °C（°F）          | 6.2 (43.2)                 | 8.1 (46.6)                 | 12.7 (54.9)                | 15.9 (60.6)                | 20.7 (69.3)                | 24.6 (76.3)                | 27.7 (81.9)                | 27.1 (80.8)                | 22.4 (72.3)                | 16.9 (62.4)                | 10.5 (50.9)                | 6.8 (44.2)                 | 16.6 (61.9)                |
| 日均气温 °C（°F）          | 3.3 (37.9)                 | 4.5 (40.1)                 | 8.1 (46.6)                 | 11.1 (52.0)                | 15.5 (59.9)                | 19 (66)                    | 21.8 (71.2)                | 21.2 (70.2)                | 17.2 (63.0)                | 12.9 (55.2)                | 7.3 (45.1)                 | 4.2 (39.6)                 | 12.2 (54.0)                |
| 平均低温 °C（°F）          | 0.4 (32.7)                 | 1.1 (34.0)                 | 3.7 (38.7)                 | 6.3 (43.3)                 | 10.3 (50.5)                | 13.4 (56.1)                | 15.8 (60.4)                | 15.4 (59.7)                | 12 (54)                    | 8.9 (48.0)                 | 4.1 (39.4)                 | 1.5 (34.7)                 | 7.7 (45.9)                 |
| 历史最低温 °C（°F）        | −16.7 (1.9)                | −11.8 (10.8)               | −10.5 (13.1)               | −3.8 (25.2)                | 0.2 (32.4)                 | 4.3 (39.7)                 | 8.1 (46.6)                 | 6.6 (43.9)                 | 2.8 (37.0)                 | −4.4 (24.1)                | −7.8 (18.0)                | −10.7 (12.7)               | −16.7 (1.9)                |
| 平均降水量 mm（）          | 40.4 (1.59)                | 33.5 (1.32)                | 39.9 (1.57)                | 67.8 (2.67)                | 81.6 (3.21)                | 68.9 (2.71)                | 57.2 (2.25)                | 58 (2.3)                   | 81.4 (3.20)                | 80.7 (3.18)                | 76.6 (3.02)                | 44.1 (1.74)                | 730.1 (28.74)              |
| 月均日照時數               | 73.9                       | 101.2                      | 170.2                      | 190.5                      | 221.4                      | 254.3                      | 283                        | 252.7                      | 194.8                      | 129.6                      | 75.9                       | 54.5                       | 2,002                      |
| 来源：infoclimat.fr        |                            |                            |                            |                            |                            |                            |                            |                            |                            |                            |                            |                            |                            |

## 行政区划
布里涅是法国奥弗涅-罗讷-阿尔卑斯大区罗讷省的一个市镇，编号为69027。布里涅隶属于里昂区和罗讷省第十选区，管理布里涅县，同时也是加龙河谷市镇公共社区的办公驻地。
法国国家统计与经济研究所（简称）在进行数据统计时，将布里涅及相邻的另外125个市镇设为里昂城市核心区（自2020年起调整为共124个），并将包括核心区在内的周边共498个市镇划为里昂城市区。自2020年起，里昂城市区被包含398个市镇的里昂城市辐射区代替。此外，还将布里涅市镇分为了5个“块区”（IRIS），以便于统计人口分布情况。

## 交通

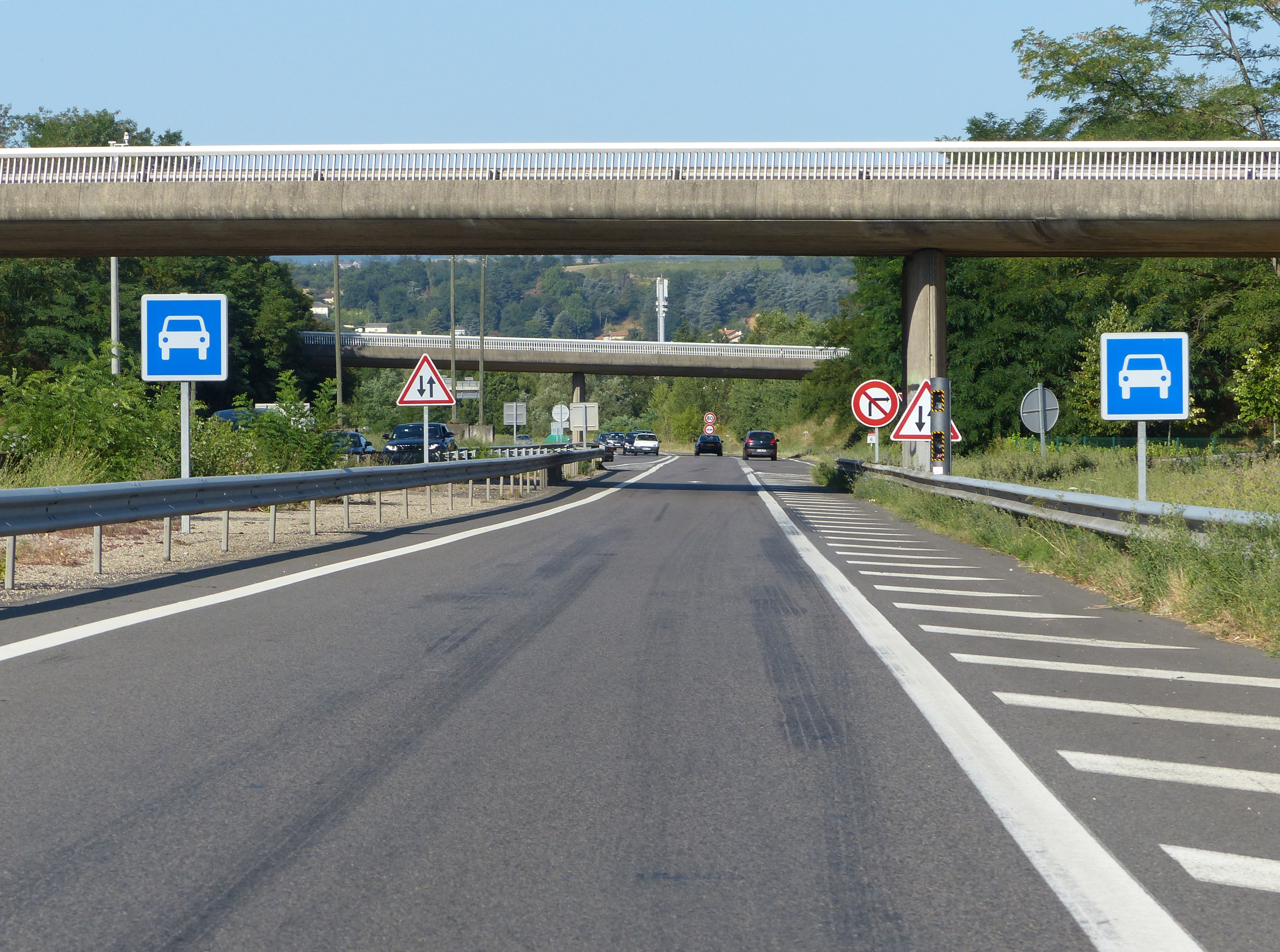
A450高速公路布里涅段

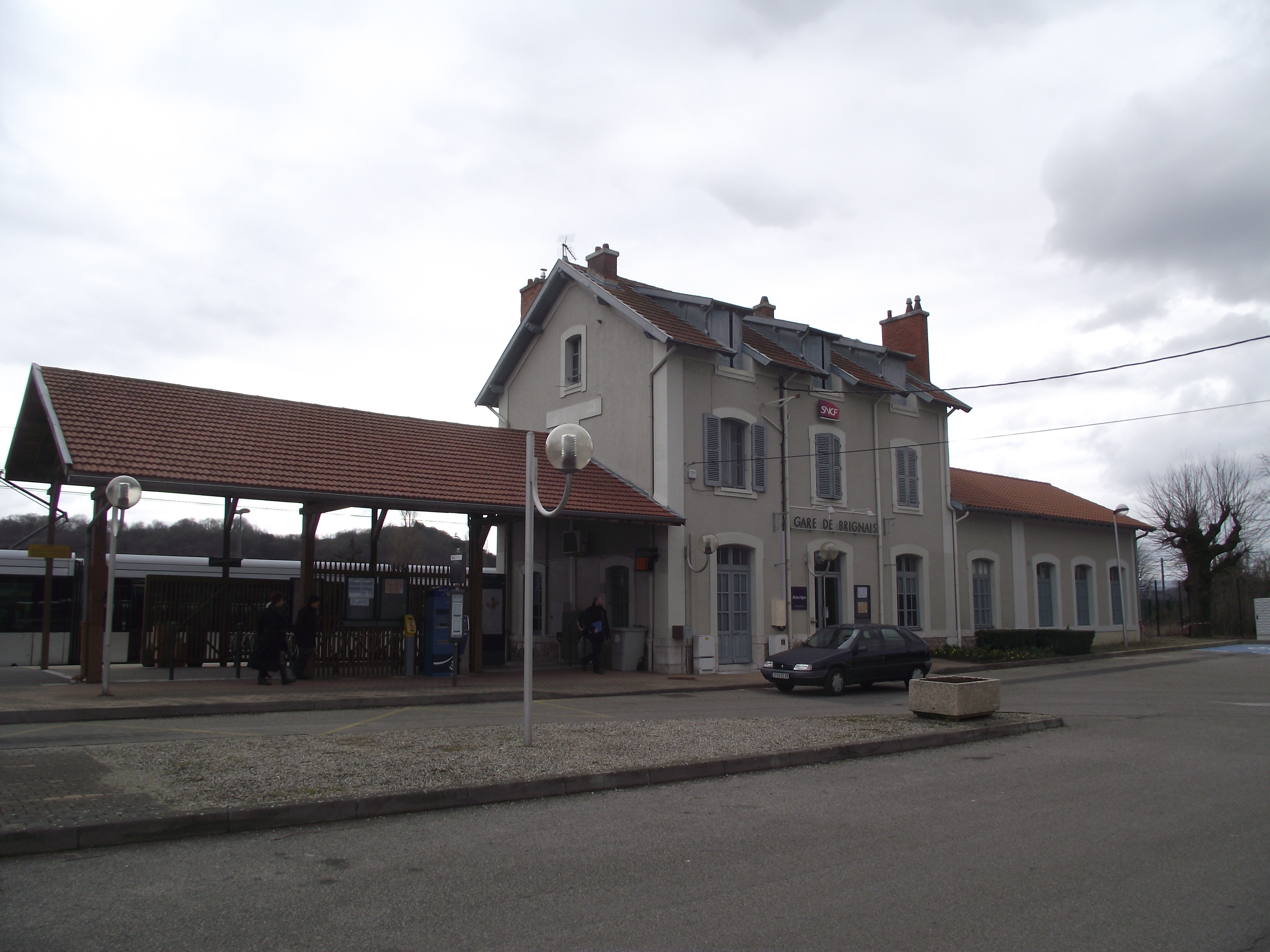
布里涅火车站前方的广场

### 公路
A450高速公路经过布里涅市区东南部，其终点位于布里涅市区南部的戴高乐将军大街，两者交汇处自2021年起成为一处环岛；此外多条罗讷省省道在布里涅境内交汇，奥弗涅-罗讷-阿尔卑斯大区下属的城际客运提供巴士线路，可前往周边部分市镇。
2018年，84.9%的布里涅家庭拥有至少一辆私人汽车。2019年，布里涅境内共发生各类交通事故3起，造成4人受伤。

### 铁路
布里涅位于帕赖勒莫尼亚勒－日沃尔铁路上。布里涅站位于市区东部，开行前往里昂狼喉站的区域列车。

### 航空
距离布里涅最近的民用航空站为里昂圣埃克絮佩里机场，距离布里涅市中心的公路里程约24公里。

### 城市公共交通
布里涅是里昂城市公共交通（商业名称为）的服务范围，后者是里昂大都会的城市公共交通系统。截至2021年12月，该系统共包括数百条各类公共交通线路，其中公交12路经过了皮埃尔贝尼特市区。

## 政治

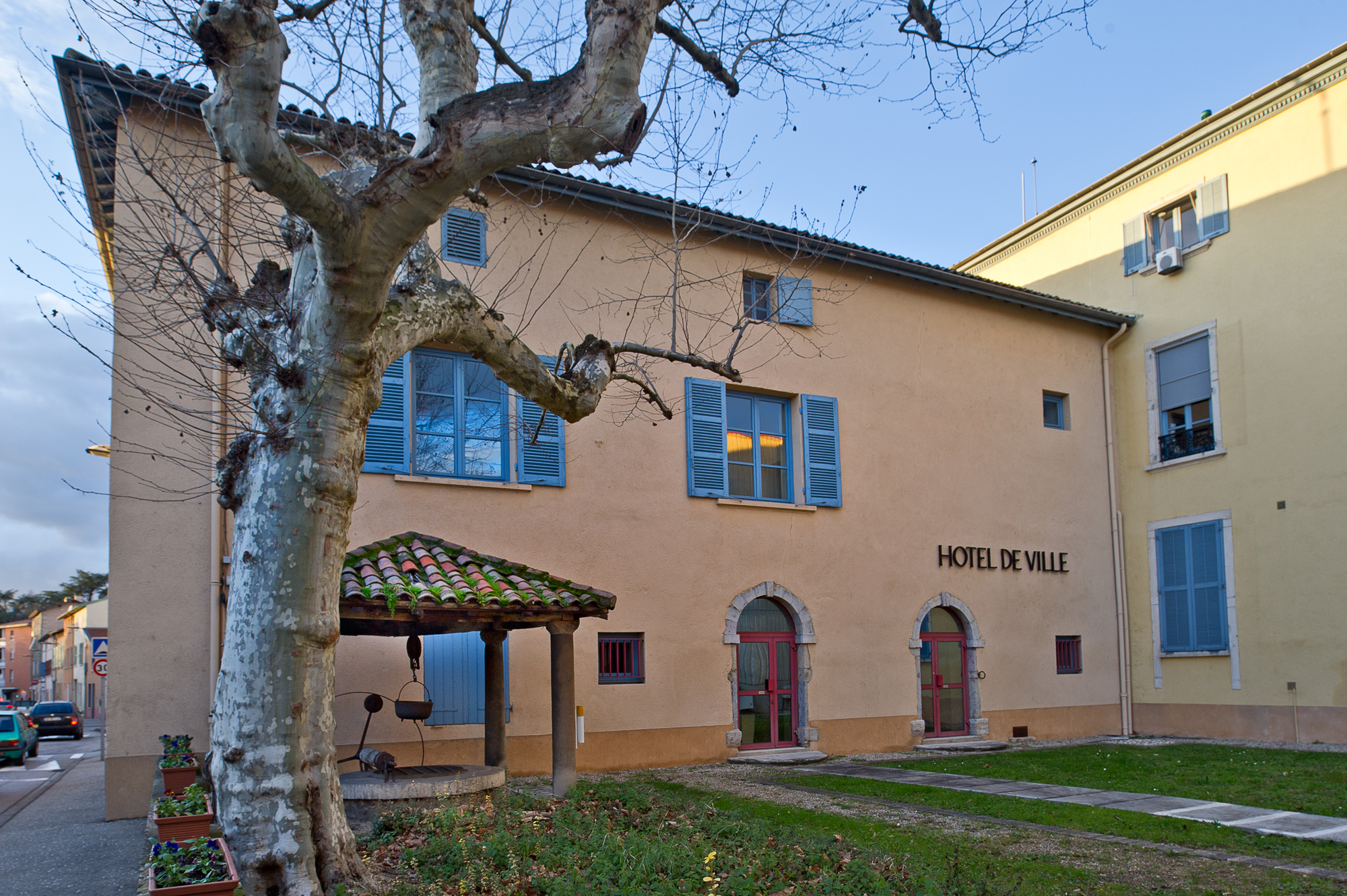
布里涅市政厅

布里涅的现任市长为塞尔日·贝拉尔先生（Serge Bérard），他是一名右翼无党派人士，在2020年的市政选举中获得了45.74%的支持率。
在2017年的法国总统大选中，法国第25任总统埃马纽埃尔·马克龙在布里涅获得了74.86%的支持率。
| 布里涅历届市长 |                                |                                  |
| 任期           | 市长                           | 党派                             |
| 1944年－1977年 | Pierre Minssieux 皮埃尔·曼西厄 | 不详                             |
| 1977年－2006年 | Michel Thiers 米歇尔·梯也尔    | UDF法国民主联盟 →CDS社会民主中心 |
| 2006年－2020年 | Paul Minssieux 保罗·曼西厄     | DVD右翼无党派人士                |
| 2020年－       | Serge Bérard 塞尔日·贝拉尔     | DVD右翼无党派人士                |

## 人口
2018年，布里涅市镇人口数量为11,697，在法国排名第838位。其中男性5,693人，女性6,004人，75岁及以上人口占8.2%，外籍人口数量为2,234人，人口密度为1,129人/平方公里，当地居民被称为（男性）或（女性）。2019年，布里涅境内出生138人，死亡人口81人。
| 年份   | 1936  | 1946  | 1954  | 1962  | 1968  | 1975  | 1982  | 1990   | 1999   | 2006   | 2011   | 2016   | 2018   |
| ------ | ----- | ----- | ----- | ----- | ----- | ----- | ----- | ------ | ------ | ------ | ------ | ------ | ------ |
| 人口數 | 2,002 | 2,040 | 2,587 | 3,041 | 3,922 | 6,790 | 9,564 | 10,036 | 11,207 | 11,658 | 11,377 | 11,265 | 11,697 |

## 经济
布里涅是一个区域性的中心城市。截止2021年12月，布里涅市镇范围内共有各类用人单位（包含自雇）2,581家，平均历史为14年，其中97.1%为中小型企业（PME）。（机械安装）、（电子产品销售）及（会展）是当地2020年营业额最高的三个企业，分别为277,229,790欧元、75,687,286欧元和64,724,784欧元。

## 财政与居民收入
2020年，布里涅的财政收入总额为14,851,800欧元，财政支出总额为13,871,200欧元，当年的债务总额为2,626,250欧元。2021年，布里涅共获得250,260欧元的国家财政补助，比上一年减少了22.24%。
2019年，布里涅的人均月收入总额为2,702欧元，其中高级职员为4,353欧元，高于法国平均水平（4,230欧元）；中级职员为2,461欧元，高于法国平均水平（2,411欧元）；普通职员为1,838欧元，亦高于法国平均水平（1,740欧元）。
2018年，布里涅境内的青壮年（15至64岁）失业率为9%，当地60.6%的家庭拥有纳税资格，平均纳税4,001欧元，高于法国平均水平（3,910欧元）。

## 社会事务

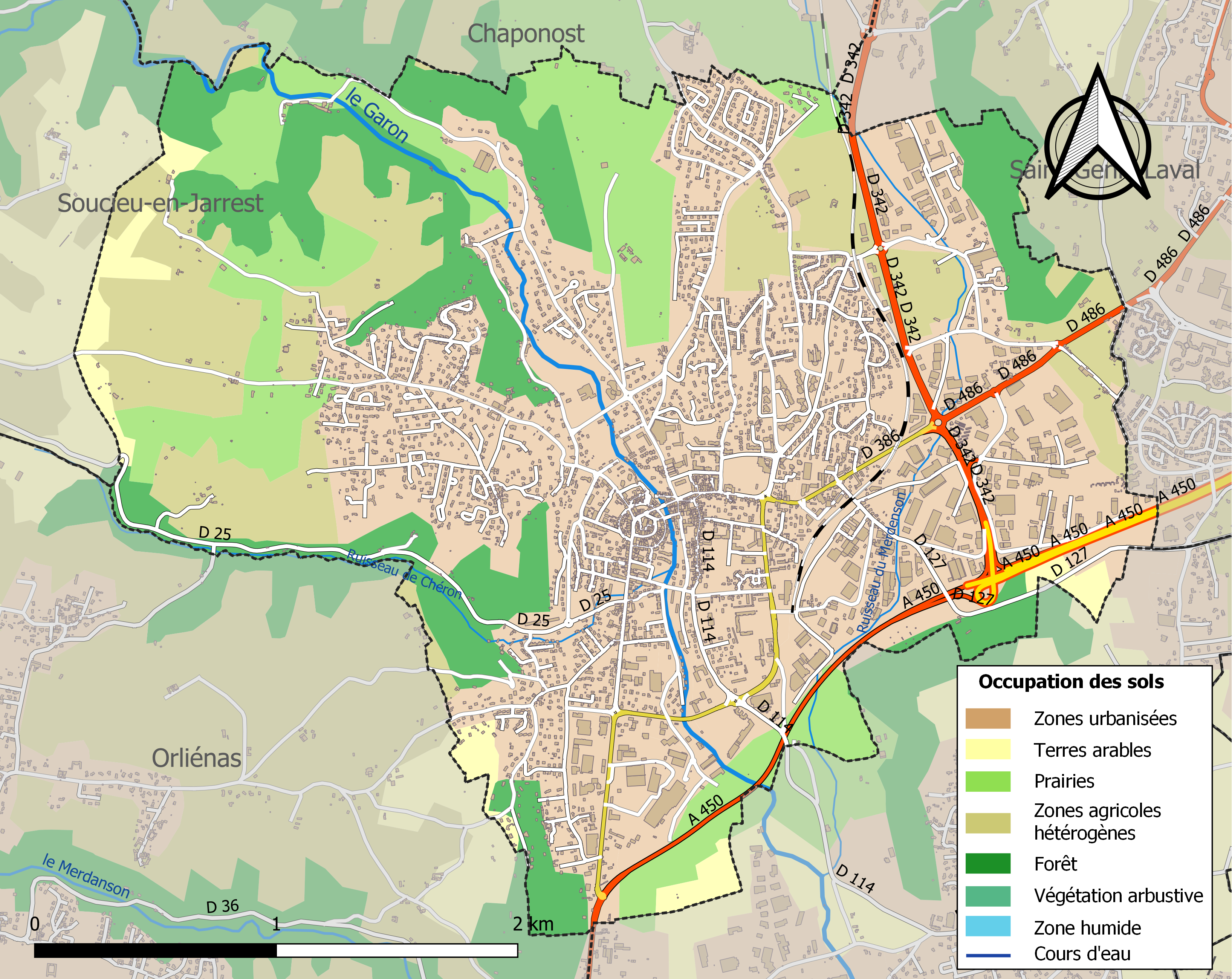
布里涅土地利用情况地图

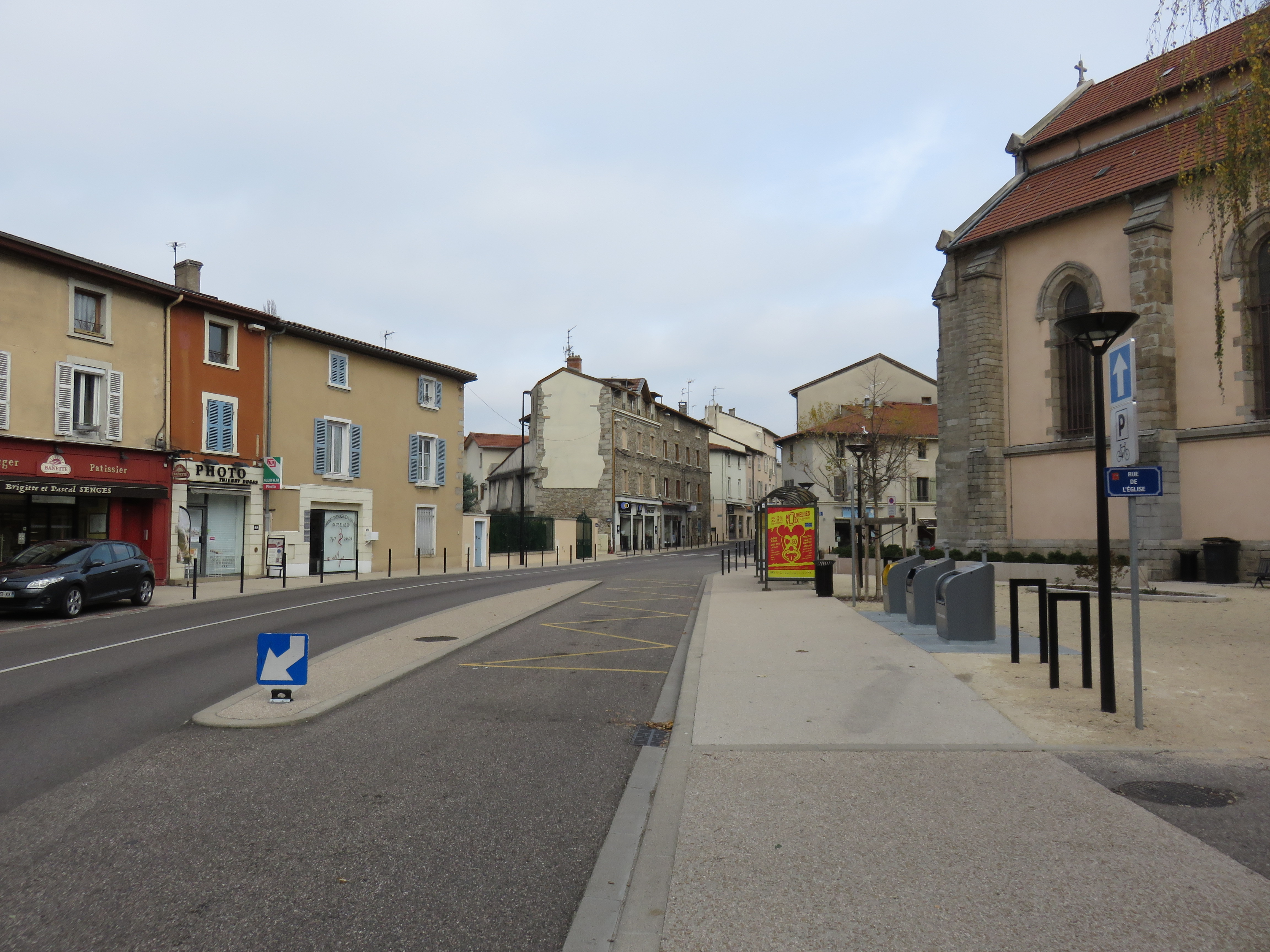
布里涅市中心的戴高乐将军街

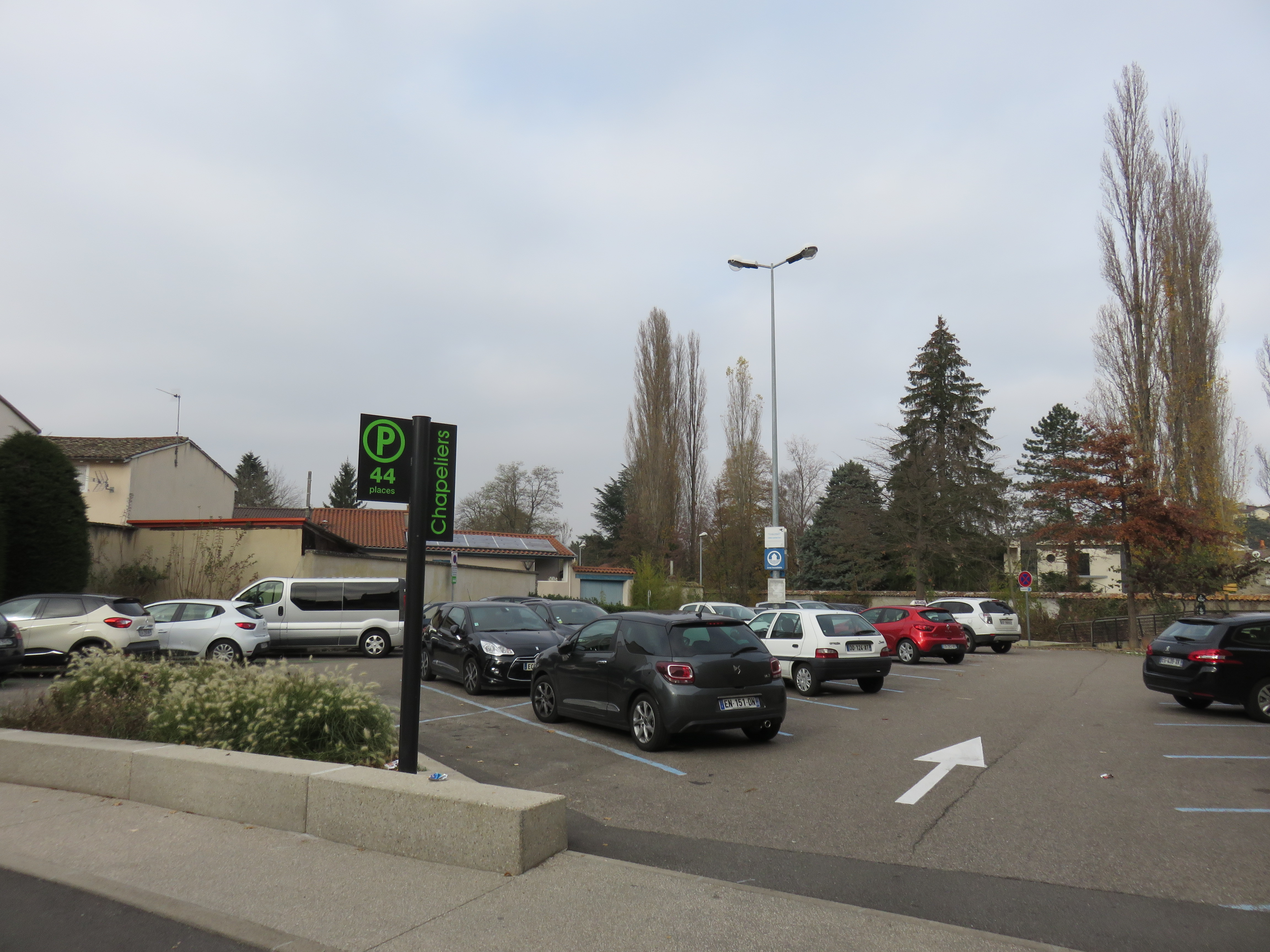
布里涅市中心的一处停车场

### 教育
布里涅属于里昂学区。截止2020年1月1日，布里涅境内共有2所幼儿园、5所小学、1所初级中学和1所职业高中。2018至2019学年度，布里涅境内共有在校中等教育阶段学生366名。

### 医疗
截止2020年1月1日，布里涅境内共有全科医生13名、保健师18名、牙医12名、护士33名、皮肤科医生2名、助产士8名和妇科医生1名。境内共有药房4家、养老院2家。
距离布里涅最近的区域性医疗机构为里昂南医院，其正常车程大约10分钟，该院设有各类床位共计1,500个，是这一区域规模最大的公立综合性医院。

### 住房
2018年，布里涅境内共有各类住房5,238套，其中49.9%为独立式居民区，48.6%为集中式居民区。常住房屋占布里涅市镇范围内居民建筑总量的94.2%。
在住房保障政策方面，2020年，布里涅境内共有712户家庭获得了住房经济补助，受益人数占总人口数量的6.1%，其中690份为房租补助。

### 商业
2019年，布里涅境内共有各类实体商铺400家，其中餐厅36家、大型超市3家、杂货店2家、面包房6家、肉铺7家、书店3家、装饰品店3家、银行门店12家、美容美发店17家、汽车维修店26家。市中心建有一家Spar超市，市区东部的圣热尼拉瓦勒境内建有大型开放式商业街区。

### 体育
2020年，布里涅境内共有2间体育馆、6处网球场、4处足球或橄榄球场以及3处篮球或排球场。
截至2021年12月，布里涅体育联盟（A.S. Brignais）是当地唯一的注册足球队，2021至2022赛季参加里昂-罗讷省足球联赛。

### 环境
布里涅的环境事务由其所属的公共社区负责。2019年，布里涅境内共有2家污染企业。

### 治安
2019年，布里涅市镇范围内有1处宪兵队。
布里涅所在地是日沃尔宪兵总队的管辖范围。2020年，该宪兵总队辖区内共43个市镇累计发生各类案件5,625起，其中盗窃类案件3,297起，经济类案件851起，毒品交易类案件157起。

## 文化
2020年，布里涅境内共有1家剧场和1家电影院。布里涅市政府提供多媒体中心，向公众全年开放。

### 建筑
布里涅境内有多处历史建筑，其中法国国家文物保护单位包括老桥（Vieux pont）和拉雅马耶尔庄园（Maison de La Jamayère），圣克莱尔教堂（Église Saint-Clair de Brignais）则是当地的地标性建筑物。

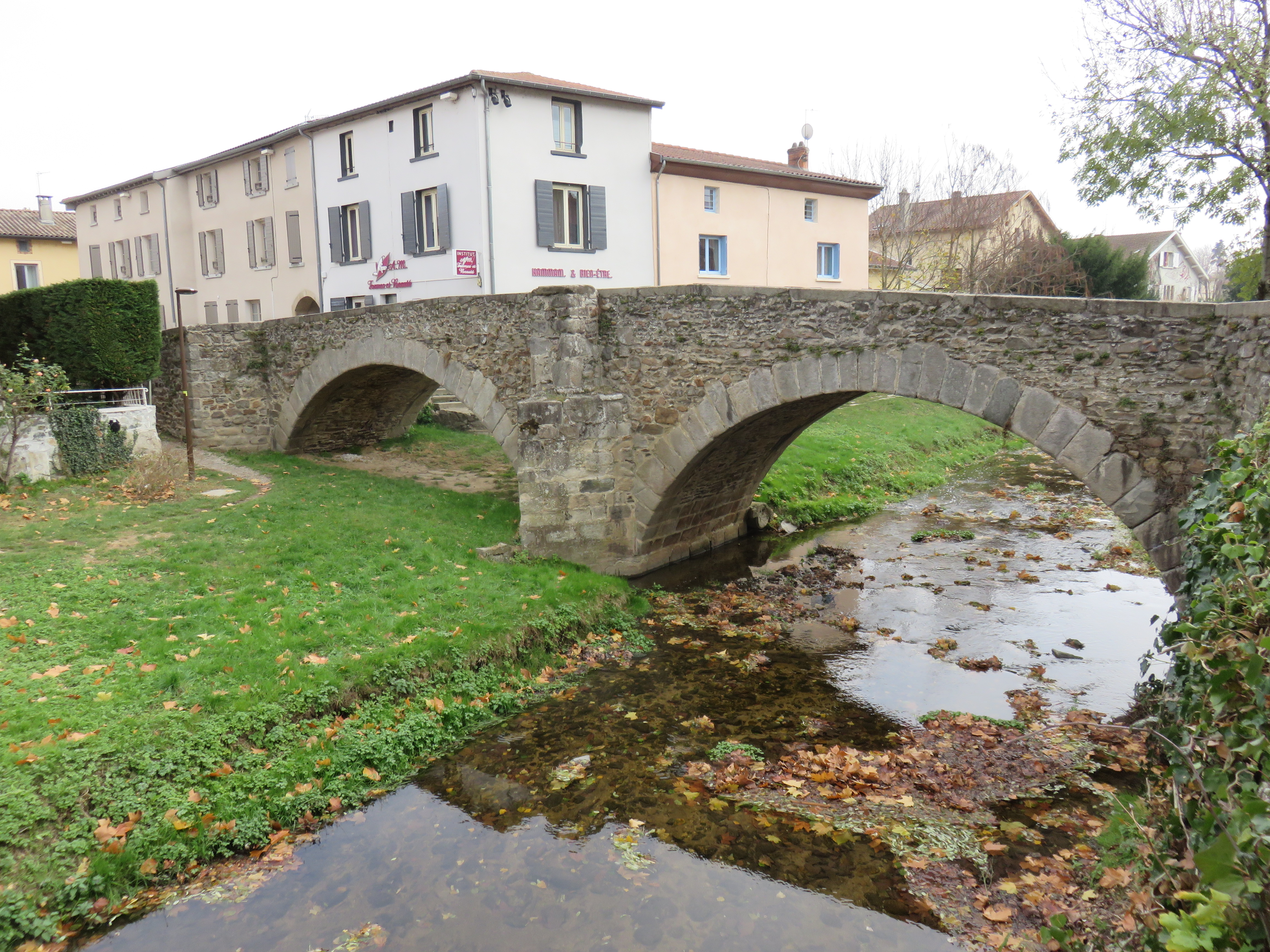
老桥
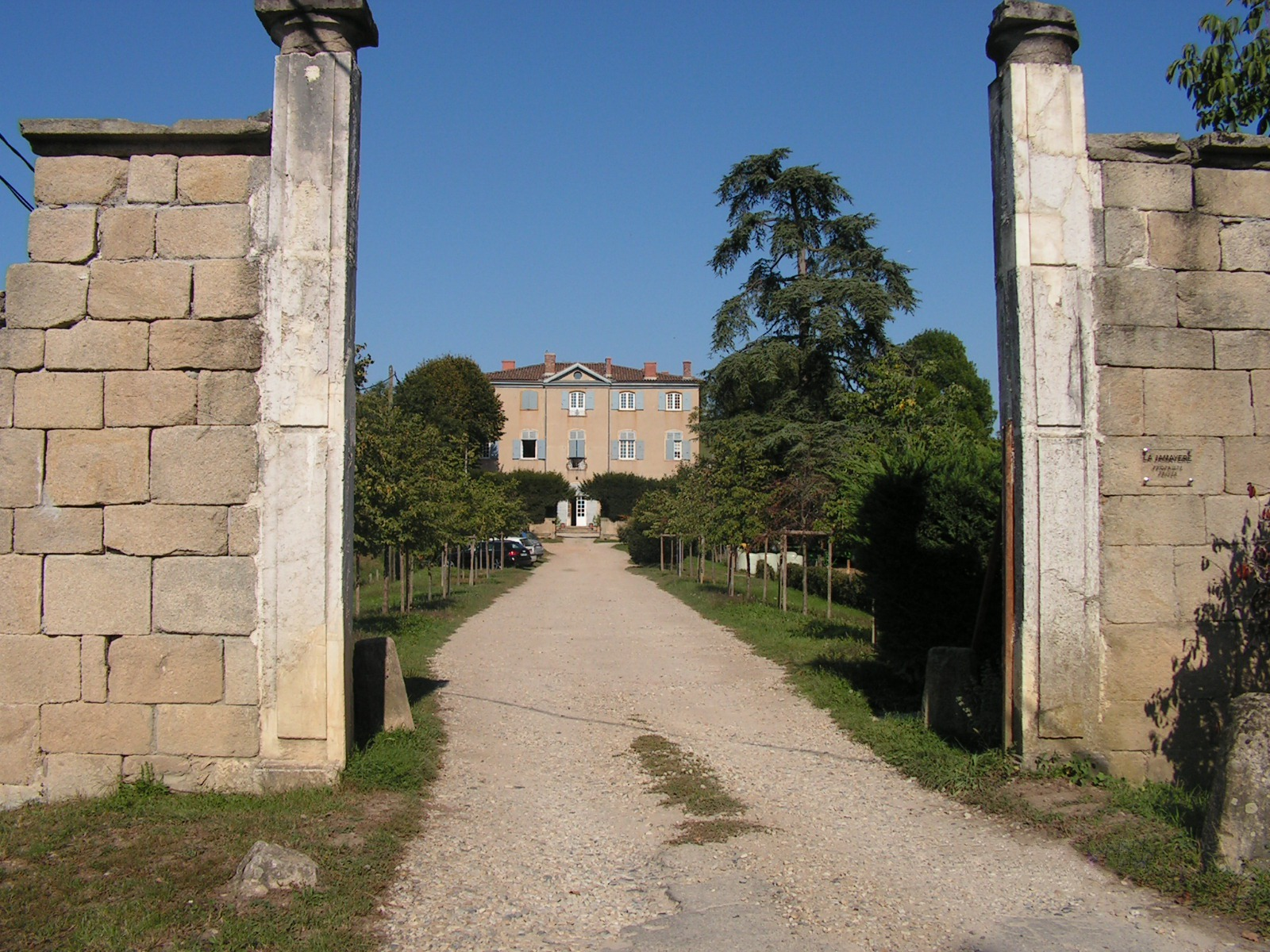
拉雅马耶尔庄园
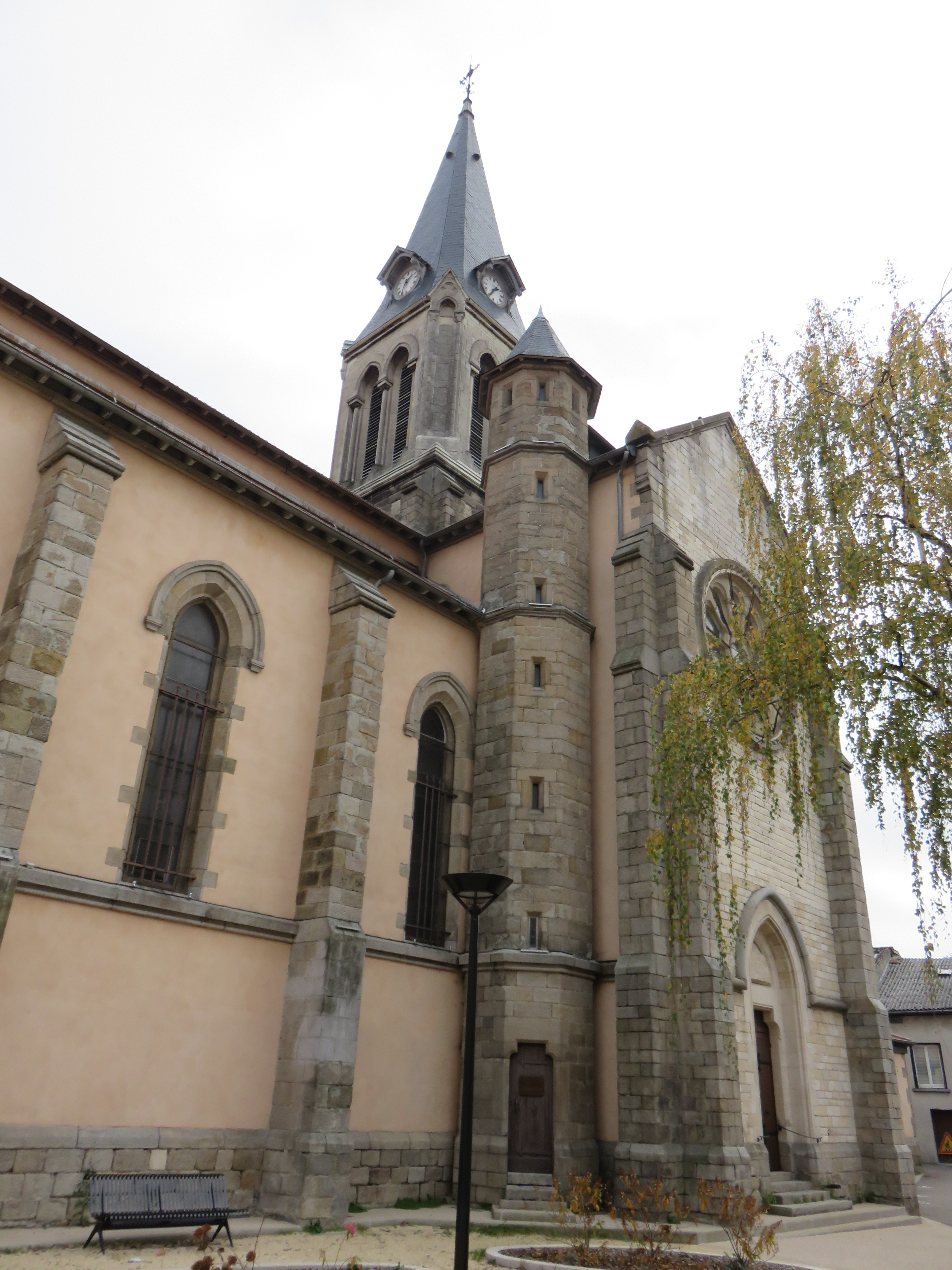
圣克莱尔教堂
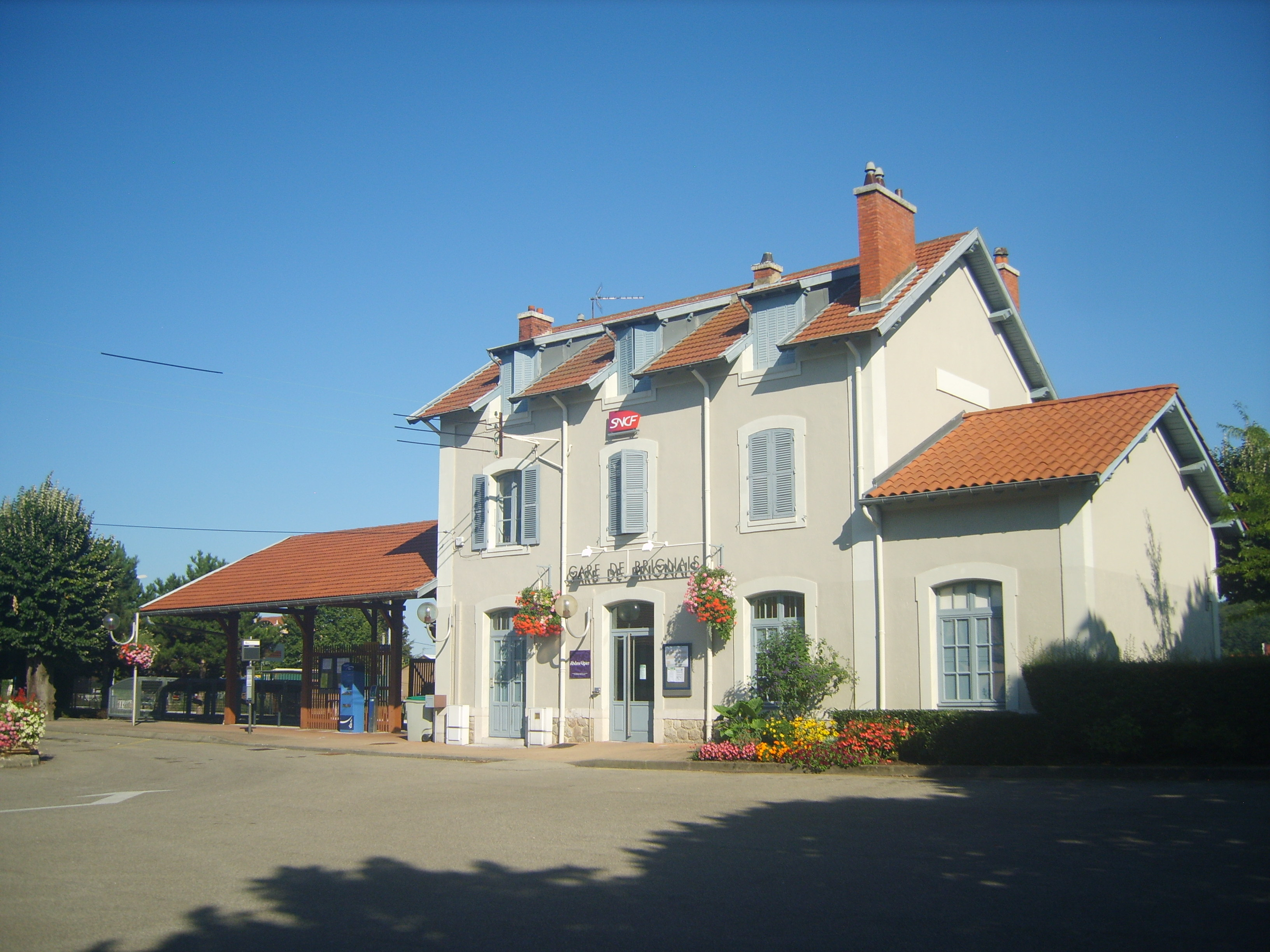
火车站
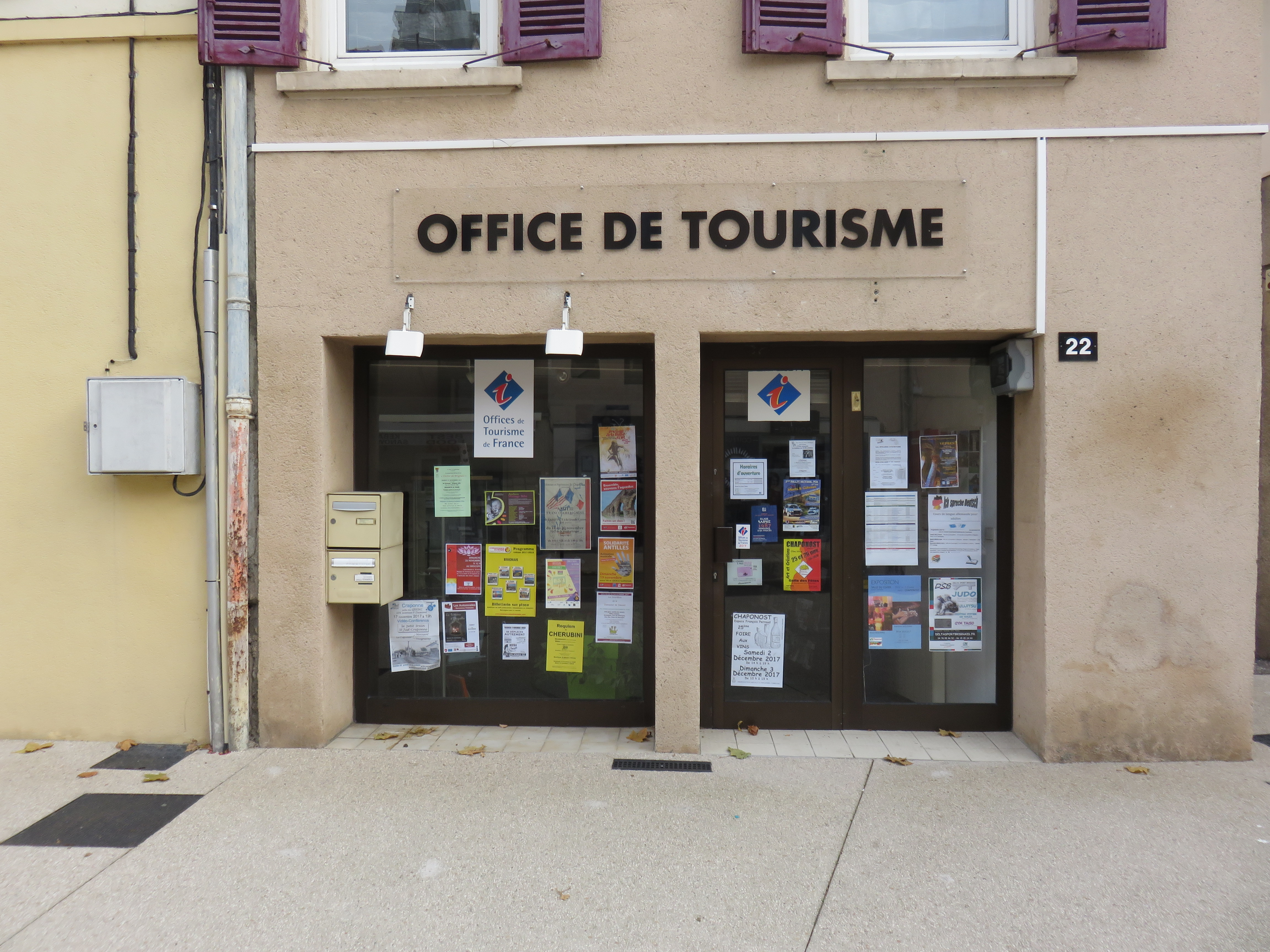
旅游局
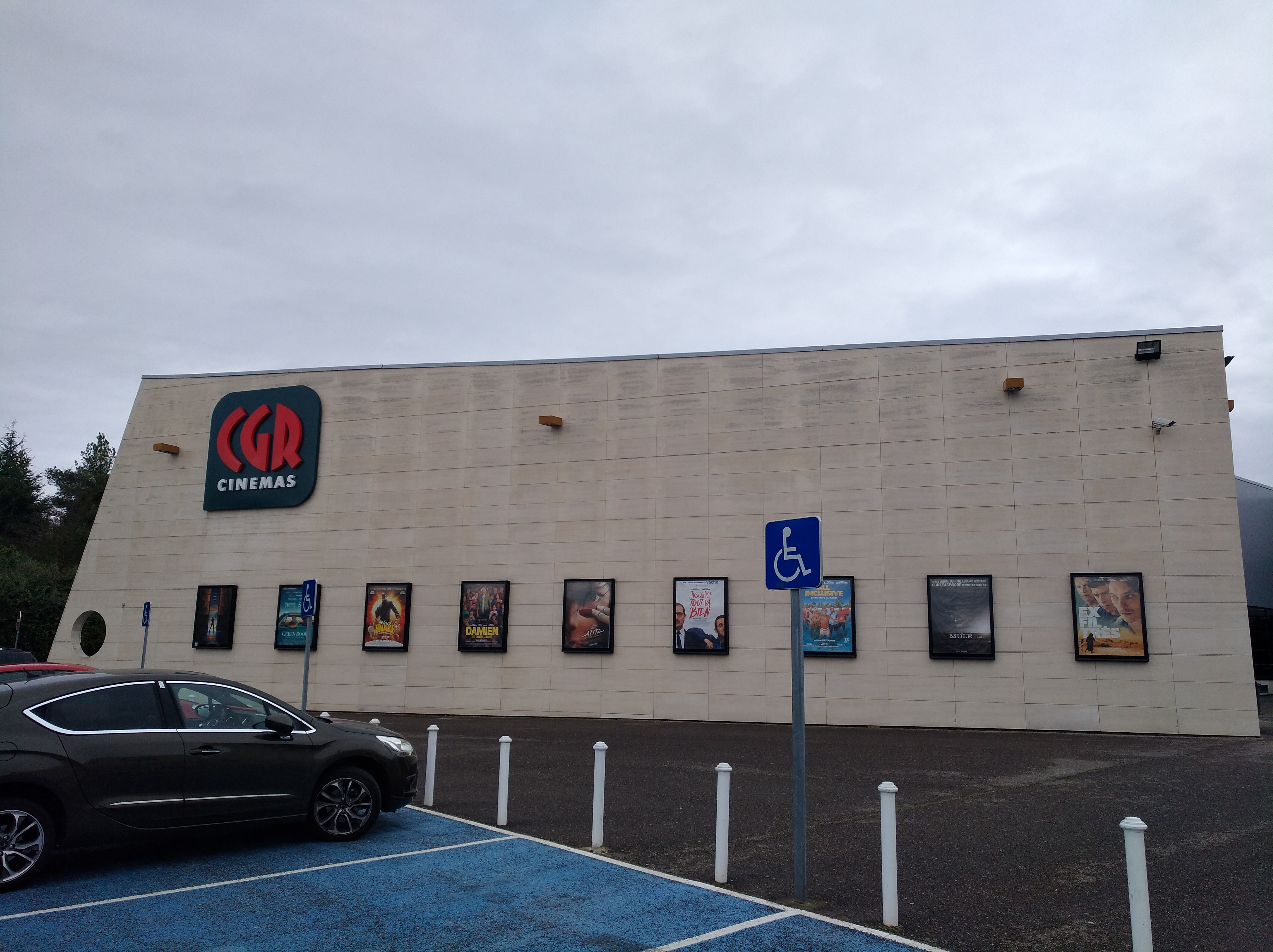
CGR电影院

### 旅游
布里涅的旅游事务由其所属的公共社区负责。2021年，布里涅境内共有1家酒店共计74间房间。

### 媒体
法国主要的媒体均可在布里涅接收，法国电视三台下属的奥弗涅-罗讷-阿尔卑斯大区频道在部分时段播出布里涅所属区域的地方新闻。

## 友好城市
截至2021年12月，布里涅共与两座城市互为友好城市关系：
- 德国 贝格施特拉瑟地区希尔施贝格
- 義大利 蓬萨科